# گیزلا ژوائو
ژیلا ژوائو گومز رملیو (زاده ۶ نوامبر ۱۹۸۳) خواننده پرتغالی فادو است.
ژوائو که در بارسلوس به دنیا آمد، زمانی که به ۸ سالگی رسید علاقه و اشتیاق زیادی به فادو پیدا کرد. در سال ۲۰۰۰، زمانی که ۱۶/۱۷ ساله بود، ژوائو شروع به خواندن در «آدگا لوسیتانا» در بارسلوس کرد. بلافاصله پس از آن، او برای تحصیل در رشته طراحی در دانشگاهی در پورتو ثبت نام کرد.
شش سال گذشت و ژوائو تصمیم گرفت در لیسبون مستقر شود تا بتواند بیشتر خود را به عنوان یک هنرمند و خواننده فادو کاوش کند و توسعه دهد.

## آهنگ‌شناسی
- گیزلا ژوائو (ولنتاین د کاروالیو، ۲۰۱۳)
- گیزلا ژوائو - زنده (والنتیم د کاروالیو / انحصاری Fnac، ۲۰۱۵)
- Nua (ولنتاین د کاروالیو، ۲۰۱۶)
- شفق قطبی (موسیقی جهانی پرتغال، ۲۰۲۱)